# The Way You Used to Do
The Way You Used to Do is een nummer van de Amerikaanse rockband Queens of the Stone Age uit 2017. Het is de eerste single van hun zevende studioalbum Villains.
De bijbehorende videoclip werd geregisseerd door Jonas Åkerlund. Het nummer werd enkel in Vlaanderen een klein hitje, waar het de 11e positie behaalde in de Tipparade.